# Вакцинація проти COVID-19 у Чилі
Вакцинація проти COVID-19 у Чилі — це кампанія масової імунізації населення Чилі проти COVID-19 під час пандемії коронавірусної хвороби. Стратегія вакцинації реалізовувалася за моделлю національної програми імунізації (PNI), державної політики щодо масової вакцинації, запровадженої в країні з 1978 року. Вакцинальна кампанія в Чилі була вражаючою за швидкістю, та стала однією з найшвидших у світі. За кілька тижнів, до середини березня, в країні вдалося вакцинувати чверть населення. До 9 серпня 2021 року в країні вдалося вакцинувати 80 % населення, таким чином досягнувши довгоочікуваного колективного імунітету, ставши першою країною в Америці, якій це вдалося.

## Передумови
До надходження перших доз вакцини на територію Чилі уряд країни, крім приєднання до міжнародної ініціативи COVAX, проводив переговори з різними фармацевтичними компаніями в усьому світі з початку пандемії та протягом 2020 року, щоб забезпечити достатню кількість доз вакцини для всього населення країни. З цією метою було створено «Фонд вакцин проти COVID-19» із затвердженням початкового бюджету в 200 мільйонів доларів США.
Протягом 2020 року Чилі, незважаючи на те, що країна не мала великого населення, взяла на себе лідерство в укладанні контрактів з різними компаніями, і навіть змогла погрожувати санкціями за недотриманням цих контрактів через судові інстанції. Уряд також домовився про проведення необхідних досліджень на людях, необхідних компаніям для підтвердження своїх даних, що полегшило відносини з виробниками вакцини. Не останнім чинником була довіра до країни у фінансовій сфері та її політична стабільність, завдяки чому було легше розвіяти сумніви компаній із малих країн чи країн, які не належать до першого світу.
Мережа первинної медико-санітарної допомоги в країні є розгалуженою, враховуючи існування місцевих медичних служб у кожній частині країни, переважно підпорядкованих муніципалітетам. Для цієї кампанії вакцинації було залучено використання шкіл, муніципальних центрів і стадіонів, що дозволило швидкий і великий потік великих мас людей. Крім того, чилійська система охорони здоров'я має історичний досвід проведення масштабних і успішних кампаній, таких як та, що була проведена проти поліомієліту в 1961 році, викорінення натуральної віспи, щорічні кампанії вакцинації проти грипу, щомісячне медичне обслуговування для всіх дітей країні (контроль здорової дитини).

## Проведення вакцинації
16 грудня 2020 року президент Себастьян Піньєра повідомив на національному телеканалі про надходження до Чилі до кінця року перших 20 тисяч доз вакцини проти COVID-19, спільно виготовленої американською та німецькою лабораторіями Pfizer та BioNTech, вакцинація якою буде безкоштовною і добровільною. Чилійський інститут громадського здоров'я одноголосно дозволив комісії експертів вводити згадану вакцину лише особам старшим 16 років. Так само 21 січня 2021 року ця ж установа схвалила екстрене використання вакцини «Коронавак» від китайської компанії «Sinovac Biotech» лише для осіб віком від 18 до 59 років після проведення третьої фази клінічного випробування, яке мав провести факультет біологічних наук Папського католицького університету Чилі.
Згідно зі статистичним звітом The New York Times за грудень 2020 року, Чилі входить до десятки країн світу, які попередньо замовили найбільшу кількість доз вакцини по відношенню до загального відсотка населення.
24 грудня 2020 року 46-річна Зулема Рікельме, помічник медсестри, стала першою особою, вакцинованою на території Чилі.
Згідно з прогнозами JP Morgan у лютому 2021 року, Чилі стане першою країною, що розвивається, яка досягне колективного імунітету проти коронавірусу.
Після проведення понад 1,6 мільйона щеплень по всій країні 12 лютого 2021 року президент Себастьян Піньєра зробив щеплення в громадському медичному центрі у Футроно в регіоні Лос-Ріос, а міністр охорони здоров'я Енріке Паріса в Ліцеї Кармела Карвахаль у Прат-де-Провіденсія, який використовувався як центр масової вакцинації.
У березні 2021 року чилійський уряд пожертвував 20 тисяч доз вакцини «Коронавак» Еквадору та 20 тисяч доз Парагваю в рамках свого регіонального зобов'язання щодо забезпечення імунізації медичного персоналу в Південній Америці, не впливаючи на власний ланцюг розподілу вакцини.
16 березня 2020 року кількість вакцинованих принаймні однією дозою у групах найвищого ризику в Чилі перевищило 5 мільйонів осіб, за два тижні до кінцевого терміну, встановленого урядом Себастьяна Піньєри (31 березня), тоді як до 29 квітня того року Чилі стала другою країною у світі з найбільшою кількістю людей, вакцинованих за повним планом імунізації, з 32 % населення, тобто 6,4 мільйона людей, випереджаючи лише Ізраїль з 58 % населення, тоді як загалом 8 мільйонів (41,2 %) отримали принаймні одне з двох щеплень у повному плані вакцинації, встановленому урядом.
До 9 серпня 2021 року країна встигла вакцинувати 80 % свого населення, таким чином досягнувши довгоочікуваного колективного імунітету, ставши першою такою країною в Америці.
11 серпня 2021 року розпочався процес вакцинації бустерною (третьою) дозою осіб, яким вже зробили дві дози вакцинації кількома місяцями раніше. 10 січня 2022 року розпочався процес вакцинації другою бустерною дозою для населення, яке отримало третю дозу у вересні 2021 року, та входить до групи з ослабленим імунітетом.

## Етапи
У січні 2021 року визначено декілька груп населення, які матимуть пріоритет у доступі до вакцинації:
- Медичний персонал: клінічний/адміністративний медичний персонал для внутрішньолікарняної та позалікарняної допомоги та екстрених служб, що включає: медичні, стоматологічні, клінічні послуги підтримки, радіологічні послуги, аптеки, анатомічні послуги, харчування, транспорт, безпеку та прибирання.
- Особи, які проживають у центрах довготривалого перебування, також підлягають:
  - Заклади тривалого перебування для людей похилого віку.
  - Центри національної служби у справах неповнолітніх.
  - Особи з фізичними та/або розумовими вадами.
- Критично важливий персонал державного управління, включаючи збройні сили та правоохоронні органи.
- Особи старше 65 років .
- Особи з супутніми захворюваннями .

Вакцинацію, яка буде робитися добровільно, планується проводити в кілька етапів.
| Етап                                | Дати проведення | Цільова група | Використані вакцини   |
| ----------------------------------- | --- | --- | --------------------- |
| Попередній етап                     | 24 грудня 2020-січень 2021 | Медичний персонал | Тозінамеран           |
| Пріоритетні групи (~5 мільйонів)    | 3—-12 лютого | Медичний персонал Особи віком від 71 року Особи, які проживають у центрах тривалого перебування Критичний персонал ОДУ                                                     | Тозінамеран Коронавак |
| Пріоритетні групи (~5 мільйонів)    | 15-26 лютого | Медичний персонал Особи від 65 до 70 років Працівники шкільних та дошкільних освітніх закладів (від 40 років) працівники життєво необхідних галузей Критичний персонал ОДУ | Тозінамеран Коронавак |
| Пріоритетні групи (~5 мільйонів)    | 1-5 березня | Особи від 60 до 64 років Працівники шкільної та дошкільної освіти (до 39 років)                                                                                            | Тозінамеран Коронавак |
| Пріоритетні групи (~5 мільйонів)    | 8-19 березня | Особи з хронічними захворюваннями старші 16 років | Тозінамеран Коронавак |
| Загальна вакцинація (~10 мільйонів) | | |                       |
| З 24 березня                        | Загальне населення (59-18 років) | Тозінамеран Коронавак AZD1222 Ad5-nCoV |                       |
| З 22 червня                         | Підлітки, які знаходяться в закладах служби в справах неповнолітніх (17-12 років) Підлітки від 12 до 17 років зі специфічними хронічними захворюваннями | Тозінамеран |                       |

## Статистика
Станом на 20 липня 2021 року в Чилі 12529720 людей були вакциновані принаймні першою дозою (85,69 % цільового населення) і 11758626 осіб обома дозами або одноразовою дозою (77,36 % цільового населення).

## Прибуття вакцини
- Pfizer–BioNTech: 24 грудня 2020 — 9750 доз[25], 31 грудня 2020 — 11700 доз[26], 13 січня 2021 — 88725 доз[27], 20 січня 2021 — 43875 доз[28], 18 лютого 2021 — 161850 доз[29], 24 лютого 2021 — 189150 доз[30], 3 березня 2021 — 229125 доз[31], 11 березня 2021 — 209625 доз[32], 18 березня 2021 — 153075 доз[33], 24 березня 2021 — 187200 доз[34], 31 березня 2021 — 368550 доз[35], 8 квітня 2021—234 тисячі доз[36], 12 квітня 2021 — 201825 доз[37], 21 квітня 2021 — 266175 доз[38], 29 квітня 2021 — 234975 доз[39], 6 травня 2021 — 226200 доз[40], 13 травня 2021 — 272610 доз[41], 20 травня 2021 — 272610 доз[42], 27 травня 2021 — 272610 доз[43], 3 червня 2021 — 457470 доз[44], 10 червня 2021 — 451620 доз[45], 17 червня — 451620 доз[46], 24 червня 2021 — 451620 доз[47], 1 липня 2021 — 451620 доз[48], 8 липня 2021 — 70200 доз[49], 14 липня 2021 — 88920 доз[50], 22 липня 2021 — 207090 доз[51], 28 липня 2021 — 298350 доз[52], 4 серпня 2021 — 281970 доз[53], 11 серпня 2021 — 201240 доз[54], 18 серпня 2021 — 217620 доз[55], 25 серпня 2021 — 189540 доз[56], 26 серпня 2021 — 30420 доз[56], 4 листопада 2021 — 387270 доз[57], 5 листопада 2021 — 397800 доз[58], 11 листопада 2021 — 387270 доз[59], 12 листопада 2021 — 397800 доз[60], 18 листопада 2021 — 387270 доз[61], 19 листопада 2021 — 397800 доз[62], 25 листопада 2021 — 387270 доз[63], 26 листопада 2021 — 397800 доз[64], 2 грудня 2021 — 394290 доз[65], 3 грудня 2021 — 390780 доз[66], 9 грудня 2021 — 785070 доз[67], 16 грудня 2021 — 785070 доз[68], 23 грудня 2021 — 785070 доз[69], 30 грудня 2021 — 782730 доз[70], 6 січня 2022 — 212940 доз[71], 7 січня 2022 — 95550 доз[72], 13 січня 2022 — 308490 доз[73], 20 січня 2022 — 309660 доз[74]
- Коронавак: 28 січня 2021 — 1918453 доз[75], 31 січня 2021 — 1917663 доз[76], 25 лютого 2021 — 1917360 доз[77], 26 лютого 2021 — 2,112 мільйона доз[78], 8 березня 2021 — 2,106 мільйона доз[79], 21 березня 2021 — 2 мільйони доз[80], 10 квітня 2021 — 1 мільйон доз[81], 18 квітня 2021—500 тисяч доз[82], 2 травня 2021 — 1,5 мільйона доз[83], 23 травня 2021 — 2,2 мільйона доз[84], 16 червня 2021 — 1 мільйон доз[85], 26 червня 2021—500 тисяч доз[86], 30 липня 2021 доз — 1 мільйон доз[87], 20 серпня 2021 — 1 мільйон доз[88], 22 серпня 2021 — 1 мільйон доз[89], 19 листопада 2021 — 496200 доз[62], 2 грудня 2021 — 1020200 доз[65], 31 грудня 2021—300 тисяч доз[90]
- AstraZeneca: 23 квітня 2021 — 158400 доз (через COVAX)[91], 20 травня 2021 — 331200 доз (через COVAX)[42], 27 травня 2021—204 тисячі доз[43], 20 червня 2021—204 тисячі доз[46], 19 липня 2021—816 тисяч доз[92], 31 липня 2021 — 449200 доз[93], 8 серпня 2021—204 тисячі доз[94], 9 серпня 2021 — 521500 доз[95], 15 січня 2022 — 789400 доз[96]
- CanSino: 28 травня 2021—300 тисяч доз[97], 20 червня 2021 — 275908 доз[46]